# Coppa panamericana femminile di pallavolo 2012
L'XI Coppa panamericana femminile di pallavolo si è svolta dal 12 al 20 luglio 2012 a Ciudad Juárez, in Messico. Al torneo hanno partecipato 12 squadre nazionali nordamericane e sudamericane e la vittoria finale è andata per la seconda volta agli Stati Uniti.

## Impianti
|                                                                   |                                                                     |
|                                                                   |                                                                     |
| Gimnasio UACJ Città: Ciudad Juárez Capienza: ? Anno d'apertura: ? | Gimnasio COBACH Città: Ciudad Juárez Capienza: ? Anno d'apertura: ? |

## Gironi
Dopo la prima fase, le prime classificate di ogni girone hanno acceduto direttamente alle semifinali per il primo posto; la seconda e la terza classificata hanno acceduto ai quarti di finale per il primo posto; la quarta e la quinta classificata di ogni girone hanno acceduto ai quarti di finale per il quinto posto; le ultime classificate di ogni girone hanno acceduto alla finale per l'undicesimo posto. In seguito, le perdenti dei quarti di finale per il primo posto hanno acceduto alle semifinali per il quinto posto, mentre le perdenti dei quarti di finale per il quinto posto hanno acceduto alla finale per il nono posto.
| Girone A                                                    | Girone B                                                    |
| ----------------------------------------------------------- | ----------------------------------------------------------- |
| Canada Colombia Cuba Porto Rico Rep. Dominicana Stati Uniti | Argentina Brasile Costa Rica Messico Perù Trinidad e Tobago |

## Fase finale

### Finali 1º e 3º posto
|  | Quarti          | Quarti          |             |                 | Semifinali         | Semifinali         |  |  | Finale 1º/2º posto | Finale 1º/2º posto |
|  |                 |                 |             |                 |                    |                    |  |  |                    |                    |
|  |                 |                 |             |                 |                    |                    |  |  |                    |                    |
|  |                 |                 |             |                 |                    |                    |  |  |                    |                    |
|  | -               | -               |             |                 |                    |                    |  |  |                    |                    |
|  | -               | -               |             |                 |                    |                    |  |  |                    |                    |
|  | -               | -               |             |                 |                    |                    |  |  |                    |                    |
|  | -               | -               | Brasile     | 3               |                    |                    |  |  |                    |                    |
|  |                 |                 | Brasile     | 3               |                    |                    |  |  |                    |                    |
|  |                 | Cuba            | 1           |                 |                    |                    |  |  |                    |                    |
|  | Cuba            | Cuba            | 1           | 3               |                    |                    |  |  |                    |                    |
|  | Cuba            |                 |             | 3               |                    |                    |  |  |                    |                    |
|  | Argentina       | 0               |             |                 |                    |                    |  |  |                    |                    |
|  | Argentina       | 0               | Brasile     | 2               |                    |                    |  |  |                    |                    |
|  |                 |                 | Brasile     | 2               |                    |                    |  |  |                    |                    |
|  |                 | Stati Uniti     | 3           |                 |                    |                    |  |  |                    |                    |
|  | -               | Stati Uniti     | 3           | -               |                    |                    |  |  |                    |                    |
|  | -               |                 |             | -               |                    |                    |  |  |                    |                    |
|  | -               | -               |             |                 |                    |                    |  |  |                    |                    |
|  | -               | -               | Stati Uniti | 3               | Finale 3º/4º posto | Finale 3º/4º posto |  |  |                    |                    |
|  |                 |                 | Stati Uniti | 3               | Finale 3º/4º posto | Finale 3º/4º posto |  |  |                    |                    |
|  |                 | Rep. Dominicana | 1           |                 |                    |                    |  |  |                    |                    |
|  | Perù            | Rep. Dominicana | 1           | 0               | Cuba               | 3                  |  |  |                    |                    |
|  | Perù            |                 |             | 0               | Cuba               | 3                  |  |  |                    |                    |
|  | Rep. Dominicana | 3               |             | Rep. Dominicana | 2                  |                    |  |  |                    |                    |
|  | Rep. Dominicana | 3               |             |                 | 2                  |                    |  |  |                    |                    |
|  |                 |                 |             |                 |                    |                    |  |  |                    |                    |
|  |                 |                 |             |                 |                    |                    |  |  |                    |                    |

### Finali 5º e 7º posto
|  | Quarti            | Quarti     |            |      | Semifinali         | Semifinali         |  |  | Finale 5º/6º posto | Finale 5º/6º posto |
|  |                   |            |            |      |                    |                    |  |  |                    |                    |
|  |                   |            |            |      |                    |                    |  |  |                    |                    |
|  |                   |            |            |      |                    |                    |  |  |                    |                    |
|  | Costa Rica        | 2          |            |      |                    |                    |  |  |                    |                    |
|  | Costa Rica        | 2          |            |      |                    |                    |  |  |                    |                    |
|  | Canada            | 3          |            |      |                    |                    |  |  |                    |                    |
|  | Canada            | 3          | Canada     | 1    |                    |                    |  |  |                    |                    |
|  |                   |            | Canada     | 1    |                    |                    |  |  |                    |                    |
|  |                   | Argentina  | 3          |      |                    |                    |  |  |                    |                    |
|  | -                 | Argentina  | 3          | -    |                    |                    |  |  |                    |                    |
|  | -                 |            |            | -    |                    |                    |  |  |                    |                    |
|  | -                 | -          |            |      |                    |                    |  |  |                    |                    |
|  | -                 | -          | Argentina  | 3    |                    |                    |  |  |                    |                    |
|  |                   |            | Argentina  | 3    |                    |                    |  |  |                    |                    |
|  |                   | Porto Rico | 0          |      |                    |                    |  |  |                    |                    |
|  | Porto Rico        | Porto Rico | 0          | 3    |                    |                    |  |  |                    |                    |
|  | Porto Rico        |            |            | 3    |                    |                    |  |  |                    |                    |
|  | Trinidad e Tobago | 1          |            |      |                    |                    |  |  |                    |                    |
|  | Trinidad e Tobago | 1          | Porto Rico | 3    | Finale 7º/8º posto | Finale 7º/8º posto |  |  |                    |                    |
|  |                   |            | Porto Rico | 3    | Finale 7º/8º posto | Finale 7º/8º posto |  |  |                    |                    |
|  |                   | Perù       | 1          |      |                    |                    |  |  |                    |                    |
|  | -                 | Perù       | 1          | -    | Canada             | 0                  |  |  |                    |                    |
|  | -                 |            |            | -    | Canada             | 0                  |  |  |                    |                    |
|  | -                 | -          |            | Perù | 3                  |                    |  |  |                    |                    |
|  | -                 | -          |            |      | 3                  |                    |  |  |                    |                    |
|  |                   |            |            |      |                    |                    |  |  |                    |                    |
|  |                   |            |            |      |                    |                    |  |  |                    |                    |

## Classifica finale
| Pos     | Squadra           | Rosa |
| ------- | ----------------- | --- |
| Oro     | Stati Uniti       | Formazione: 1 Glass, 5 Sykora, 6 Banwarth, 9 Joines, 11 Paolini, 12 Meendering, 14 Fawcett, 15 Lichtman, 17 Lloyd, 19 Burdine, 24 Richards, 25 Gibbemeyer, CT: Reed   |
| Argento | Brasile           | Formazione: 1 Nogueira, 2 Hage, 4 C. da Silva, 5 de Almeida, 7 Daroit, 8 Guimarães, 9 Picussa, 11 J. da Silva, 12 Pinto, 14 Farinea, 15 Takagui, CT: Pinheiro         |
| Bronzo  | Cuba              | Formazione: 1 Salas, 2 Santos, 3 Rojas, 4 Palacio, 6 Lescay, 8 Borrel, 10 Cleger, 11 Castañeda, 13 Giel, 15 Silié, 17 Silva, 18 Matienzo, CT: Gala                    |
| 4       | Rep. Dominicana   | Formazione: 1 Vargas, 3 Eve, 5 Castillo, 7 Marte, 8 Arias, 9 Núñez, 12 Echenique, 13 Rondón, 14 Rivera, 17 Mambrú, 18 de la Cruz, 20 Martínez, CT: Kwiek              |
| 5       | Argentina         | Formazione: 1 Gaido, 2 Fernández, 5 Fresco, 8 Rizzo, 10 Sosa, 11 Pinedo, 13 Boscacci, 14 Carlotto, 16 Busquets, 17 Curatola, 18 Castiglione, 19 Cossar, CT: Bastit    |
| 6       | Porto Rico        | Formazione: 2 Venegas, 6 Rosa, 7 Enright, 10 Collazo, 12 Nogueras, 14 Valentín, 15 Santana, 18 Del Valle, 19 Vázquez, 20 Quesada, 23 Victoriá, 25 Jiménez, CT: Alemán |
| 7       | Perù              | Formazione: 1 Aquino, 2 M. Uribe, 3 B. Uribe, 5 Palacios, 6 Muñoz, 9 Camet, 11 Yllescas, 12 Rueda, 13 López, 14 Keldibekova, 15 Ortiz, 18 Leyva, CT: Jiménez          |
| 8       | Canada            | Formazione: 1 Guimond, 3 Page, 7 Murray-Méthot, 8 Thibeault, 9 Love, 11 Ellis, 15 Perrin, 17 French, 18 Marcelle, 20 Barclay, 22 Pavan, 25 Cross, CT: Ludwig          |
| 9       | Costa Rica        | Formazione: 1 Sibaja, 2 Fernández, 5 Cope, 6 Á. Willis, 7 Quesada, 8 Chavez, 9 V. Willis, 10 Ramírez, 12 Jiménez, 14 Fonseca, 15 Araya, 16 Hines, CT: Perales         |
| 10      | Trinidad e Tobago | Formazione: 1 Kinsale, 2 Ross, 3 Thompson, 4 Billingy, 6 Jack, 8 Ramdin, 9 Grant, 10 Clifford, 12 Forde, 14 Mitchell, 16 Esdelle, 17 Gloud, CT: Cruz                  |
| 11      | Colombia          | Formazione: 2 Soto, 3 Vargas, 4 Martínez, 5 Guerrero, 6 Zuleta, 8 Arrechea, 9 Estrada, 12 Montaño, 13 Gómez, 14 Rangel, 15 Marín, 18 Coneo, CT: Marasciulo            |
| 12      | Messico           | Formazione: 1 K. Sainz, 2 L. Sainz, 3 Pérez, 4 Martínez, 6 Urías, 8 Isiordia, 11 Gaytán, 12 Celedon, 13 Meza, 14 Ríos, 15 Martínez, 16 González, CT: Estanislau       |

|  |  |  |  | Qualificate al World Grand Prix 2013 |